# Cabreramops aequatorianus
Molossops aequatorianus — вид рукокрилих родини молосових.

## Етимологія
лат. Aequator — «Еквадор», лат. anus — суфікс, що має сенс належності.

## Середовище проживання
Ендемік Еквадору. 

## Морфологія
Морфометрія. Довжина голови й тіла: 50—52, хвоста: 26—31, задньої ступні: 7—8, вух: 14, передпліч: 30—38, вага: 5.
Опис. Невеликий. Морда загострена, губи не мають складок, але на верхній губі є вертикальні канавки. Вуха прості, трикутні, загострені. Хвіст становить близько 40 або 50% від довжини голови і тіла, і виступає за мембрану, принаймні, на половину його довжини. Спина темно-коричнева. Колір черевної області схожий на колір спини, але має матовий вигляд. Область горла може бути білого кольору. Зубна формула: I 1/2, C 1/1, P 1/2, M 3/3, в цілому 28 зубів.

## Стиль життя
Харчується комахами. 

## Загрози та охорона
Мешкає в болотистій місцевості, яка перебуває під загрозою сільського господарства і аквакультури.